# 发财联盟
《发财联盟》（英語：What! The Heist），原名《发财大盗团》（英語：The Heist - Win For All），是由赖健雄执导，林德荣、李国煌、程旭辉、赖宇涵、颜薇恩、原腾、朱浩仁、莫小玲、爱慧玲等人出演的2023年新马合拍的贺岁喜剧片。故事讲述一群拥有不同特殊技能的团队，瞄准价值1亿彩票的头奖，展开史无前例的博彩布局盗窃计划。
电影于2023年1月19日（年二十八）在新马院线同步上映。

## 内容
绰号“教父”的天才罪犯（林德荣 饰），被黑道老大“Big Boss”（程旭辉 饰）指派，完成一个史无前例的博彩布局任务，以合伙盗取价值1亿的彩票大奖。在陆续招聘不同人员加入计划，包括过气演员“周仁发”（李国煌 饰），计划开始，目标是进入彩票公司，换出乐透球，改装彩票机，以赢取价值1亿的大头奖。正当他们一步一步要完成计划，却发现Big Boss想黑吃黑，并把他们都干掉。在面对老板和警察的追捕，大盗团队该如何是好？劫案会如何进行？

## 演员阵容
- 林德荣 饰演 吴发财（教父），高智商囚犯，成功越狱后策划骗彩票公司钱的任务。
- 李国煌 饰演 周任发，曾演绎过500个角色的演员，差点获得金马奖的影帝。
- 程旭辉 饰演 黑社会老大
- 赖宇涵 饰演 暴牙菇
- 颜薇恩 饰演 红姐
- 原腾 饰演 阿特
- 朱浩仁 饰演 达人（Darren），口吃的电脑黑客，与Bangkok有感情线。
- 莫小玲 饰演 阿花，1985年“Miss Katong Shopping Centre”小姐。
- 爱慧玲 饰演 ，与Darren有感情线。
- 张嘉轩 饰演
- 唐纬颜
- 陈沛江
- 大Hee 饰演 囚犯（客串）
- K佬（Klay 赖嘉兴）饰演 导演（客串）
- 赖宏恩 饰演 工装男
- 龚建华 饰演 工装男
- 潘毖伶

## 制作与发行
本片原定名《发财大盗团》（英語：The Heist - Win For All）。导演赖健雄表示本片的故事灵感源自李国煌，因为他一直以来想拍一个关于“博彩业”，既不要小市民故事，又把格局放大的故事。本片齐聚一众知名马新搞笑演员，林德荣、李国煌、程旭辉、赖宇涵、颜薇恩、莫小玲等人。
此片是林德荣与李国煌继2008年电影《老师嫁老大》后相隔15年再度合作之作品。而有份参演的赖宇涵也继《男儿王》后为电影再度编写剧本。
剧组于2022年7月在马来西亚吉隆坡拍攝。